# Comuna Mica, Cluj
Mica (în maghiară Mikeháza) este o comună în județul Cluj, Transilvania, România, formată din satele Dâmbu Mare, Mănăstirea, Mica (reședința), Nireș, Sânmărghita, Valea Cireșoii și Valea Luncii.

## Date geografice
Localitatea este așezată în partea de nord-vest a Dealurilor Jimborului, în zona de confluență a Someșului Mic cu Someșul Mare.
În perimetrul acestei localități s-a pus în evidență prezența unui masiv de sare gemă și a unor izvoare sărate, saramura fiind întrebuințată din vechi timpuri de către localnici.

## Demografie
Componența etnică a comunei Mica
     Români (74,21%)
     Maghiari (18,91%)
     Romi (2,11%)
     Alte etnii (0,12%)
     Necunoscută (4,65%)
Componența confesională a comunei Mica
     Ortodocși (69,24%)
     Reformați (17,84%)
     Adventiști (3,35%)
     Penticostali (1,94%)
     Alte religii (2,4%)
     Necunoscută (5,23%)
Conform recensământului efectuat în 2021, populația comunei Mica se ridică la 3.459 de locuitori, în scădere față de recensământul anterior din 2011, când fuseseră înregistrați 3.566 de locuitori. Majoritatea locuitorilor sunt români (74,21%), cu minorități de maghiari (18,91%) și romi (2,11%), iar pentru 4,65% nu se cunoaște apartenența etnică. Din punct de vedere confesional, majoritatea locuitorilor sunt ortodocși (69,24%), cu minorități de reformați (17,84%), adventiști (3,35%) și penticostali (1,94%), iar pentru 5,23% nu se cunoaște apartenența confesională.

## Politică și administrație
Comuna Mica este administrată de un primar și un consiliu local compus din 13 consilieri. Primarul, Roland-Tiberiu Zelencz[*], de la Partidul Național Liberal, este în funcție din 2016. Începând cu alegerile locale din 2024, consiliul local are următoarea componență pe partide politice:
|  | Partid                                 | Consilieri | Componența Consiliului | Componența Consiliului | Componența Consiliului | Componența Consiliului | Componența Consiliului | Componența Consiliului | Componența Consiliului | Componența Consiliului |
|  | -------------------------------------- | ---------- | ---------------------- | ---------------------- | ---------------------- | ---------------------- | ---------------------- | ---------------------- | ---------------------- | ---------------------- |
|  | Partidul Național Liberal              | 8          |                        |                        |                        |                        |                        |                        |                        |                        |
|  | Alianța pentru Unirea Românilor        | 2          |                        |                        |                        |                        |                        |                        |                        |                        |
|  | Uniunea Democrată Maghiară din România | 1          |                        |                        |                        |                        |                        |                        |                        |                        |
|  | Uniunea Salvați România                | 1          |                        |                        |                        |                        |                        |                        |                        |                        |
|  | Partidul Social Democrat               | 1          |                        |                        |                        |                        |                        |                        |                        |                        |

### Evoluție istorică
De-a lungul timpului populația comunei a evoluat astfel:
Mica, Cluj - evoluția demografică

|  | Graficele sunt indisponibile din cauza unor probleme tehnice. Mai multe informații se găsesc la Phabricator și la wiki-ul MediaWiki. |

Date: Recensăminte sau birourile de statistică - grafică realizată de Wikipedia

## Lăcașuri de cult
- Vechea mănăstire. Aici s-a aflat în trecut o mănăstire mică, numită Slamina. Pe timpul episcopului Grigore Maior era pustie[10].
- Biserica din satul Mănăstirea datând din secolul al XIII-lea, construită în stil romanic, cu turn-clopotniță din lemn din secolul al XVIII-lea pe pronaos.
- Biserica Ortodoxă "Sf. Nicolae” (1520), de factură gotică, cu elemente de fortificație.

## Obiective turistice
- Castelul Kornis din Mănăstirea (1593), construit în stilul Renașterii transilvănene, cu ancadramente de piatră și un turn de poartă ridicat în 1720.
- În satul Nireș se află o biserică din secolul al XIII-lea.

## Imagini

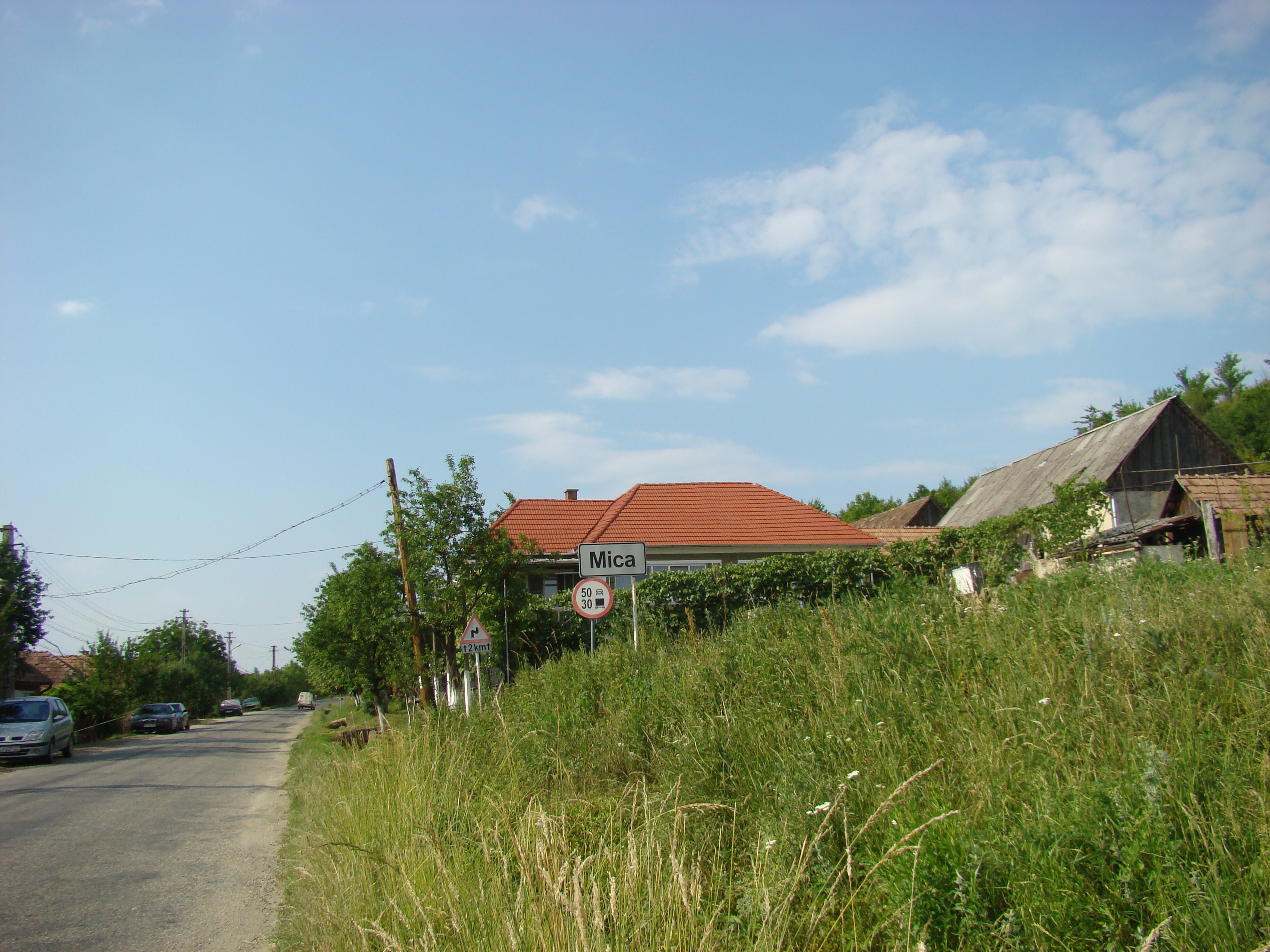
Mica
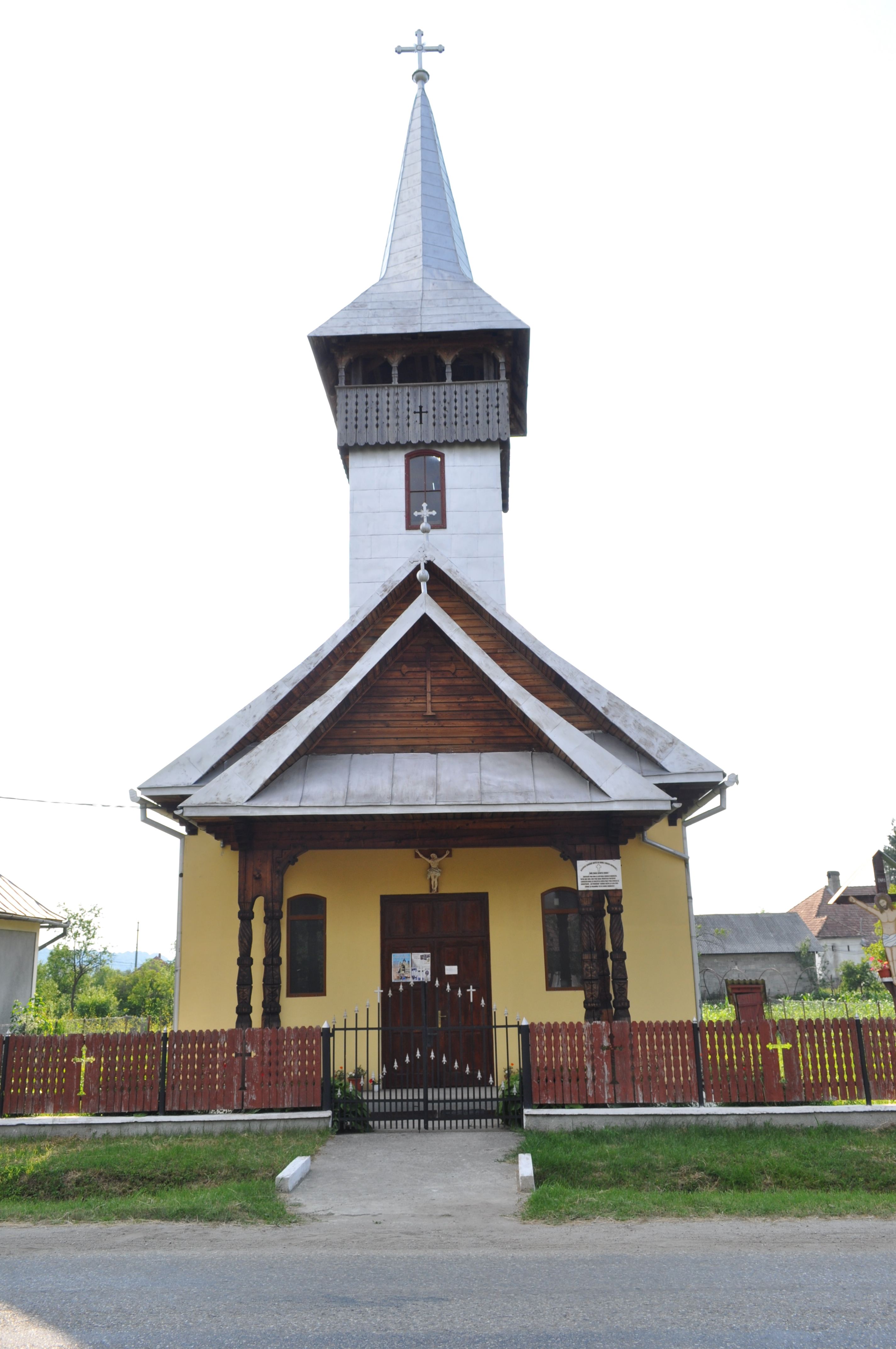
Biserica greco-catolică „Înălțarea Sfintei Cruci” (1995-1997)
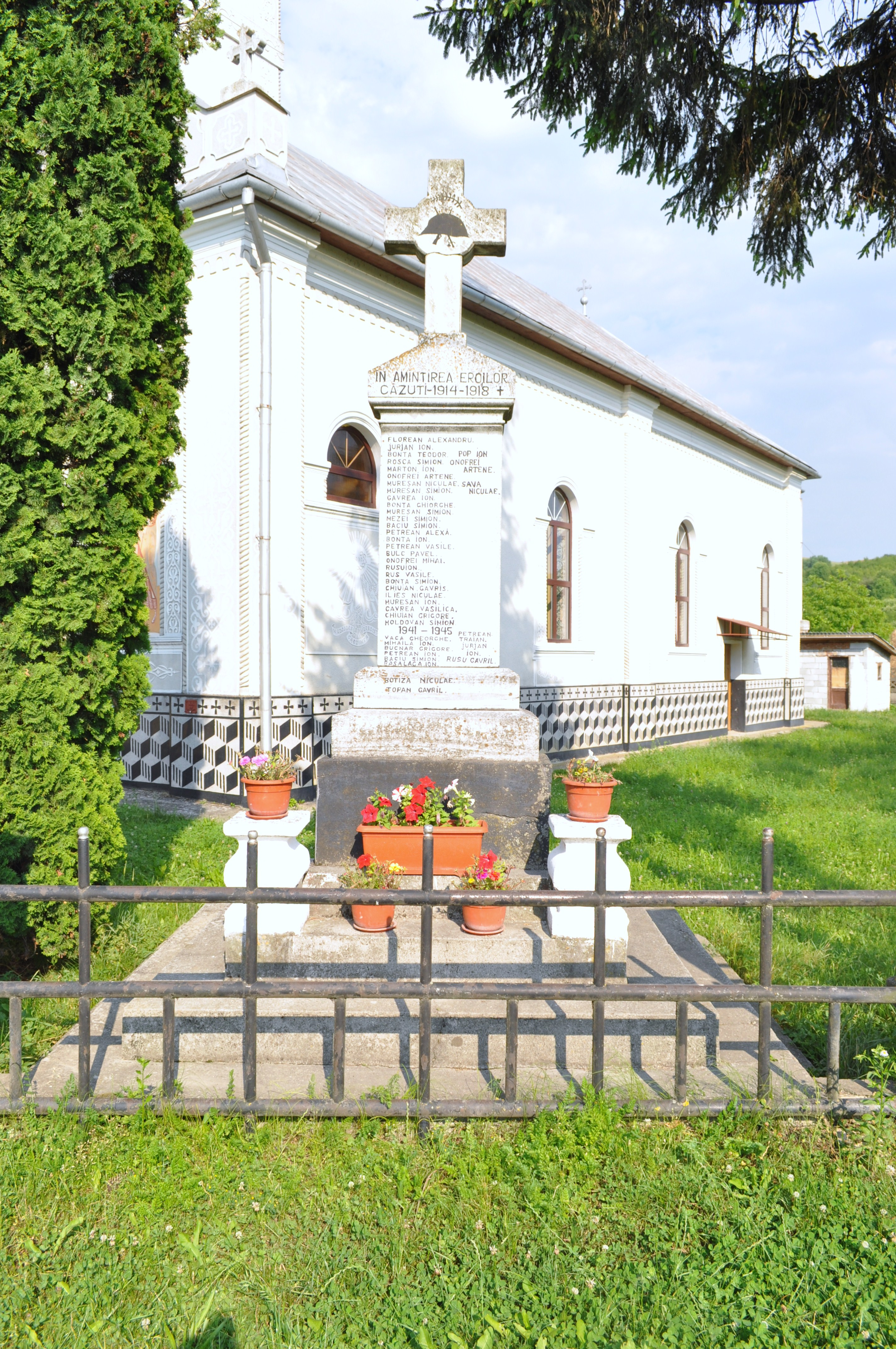
Monumentul Eroilor
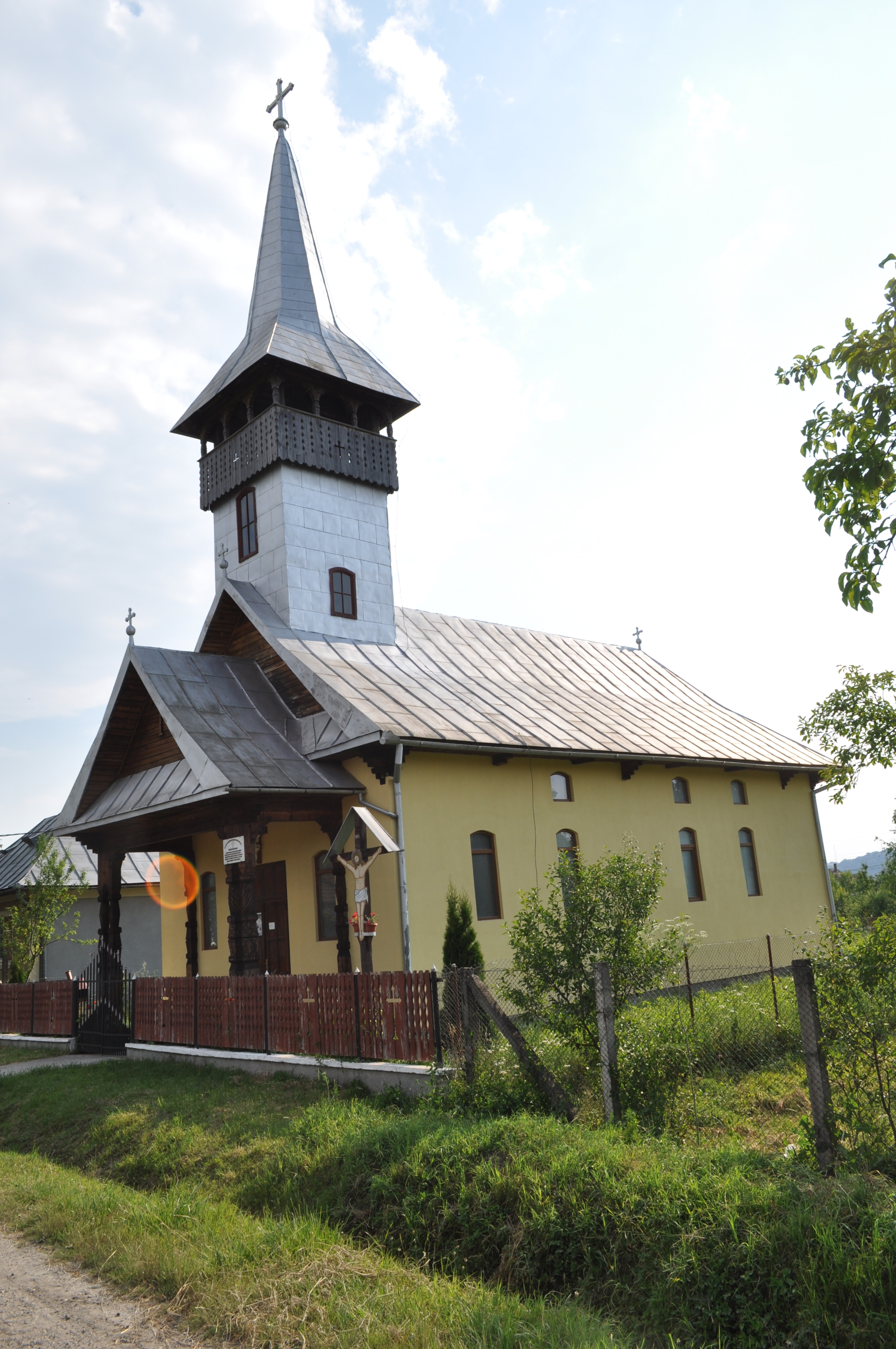
Biserica greco-catolică „Înălțarea Sfintei Cruci” (1995-1997)
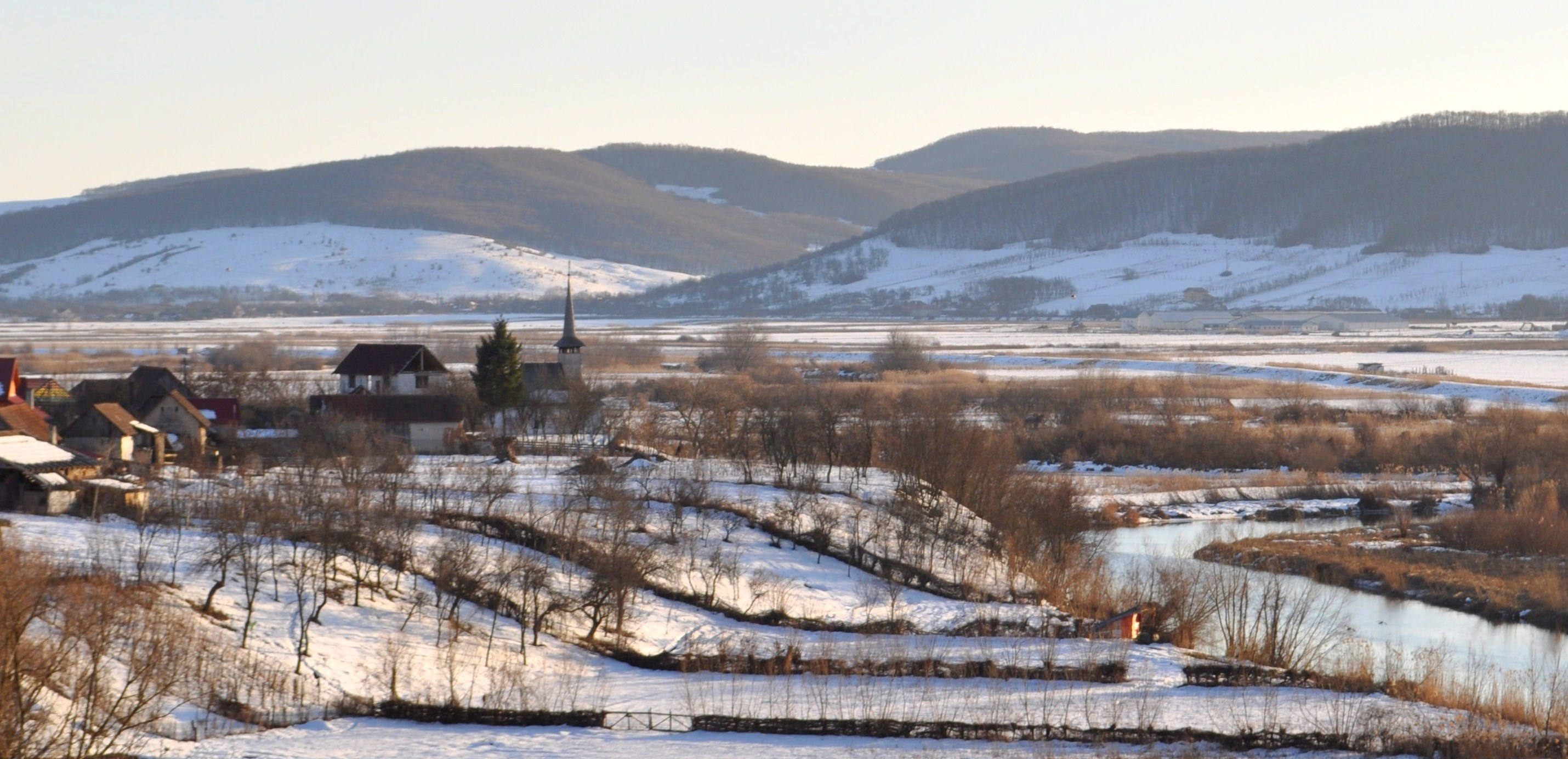
Mănăstirea
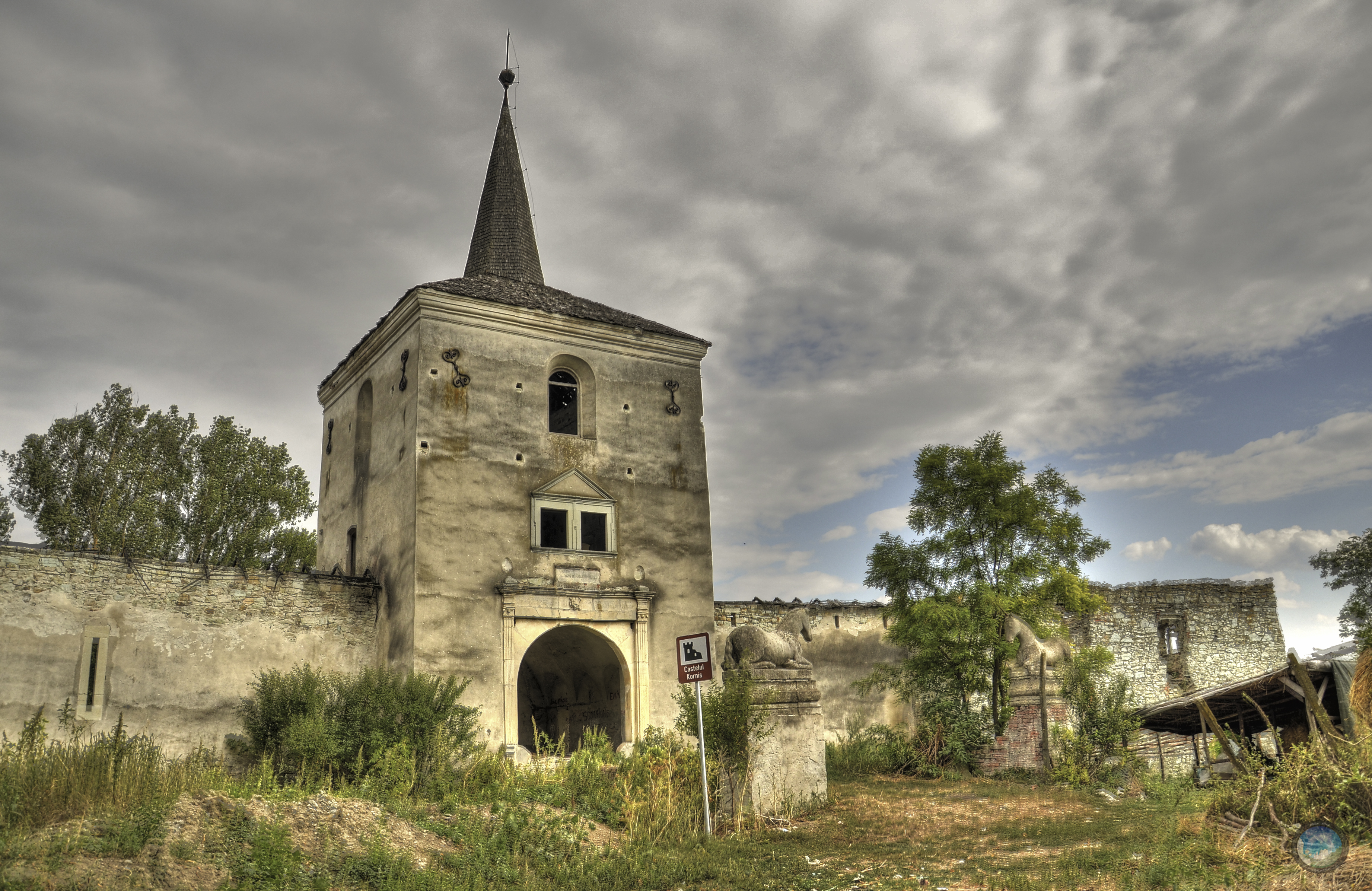
Castelul Kornis (monument istoric)
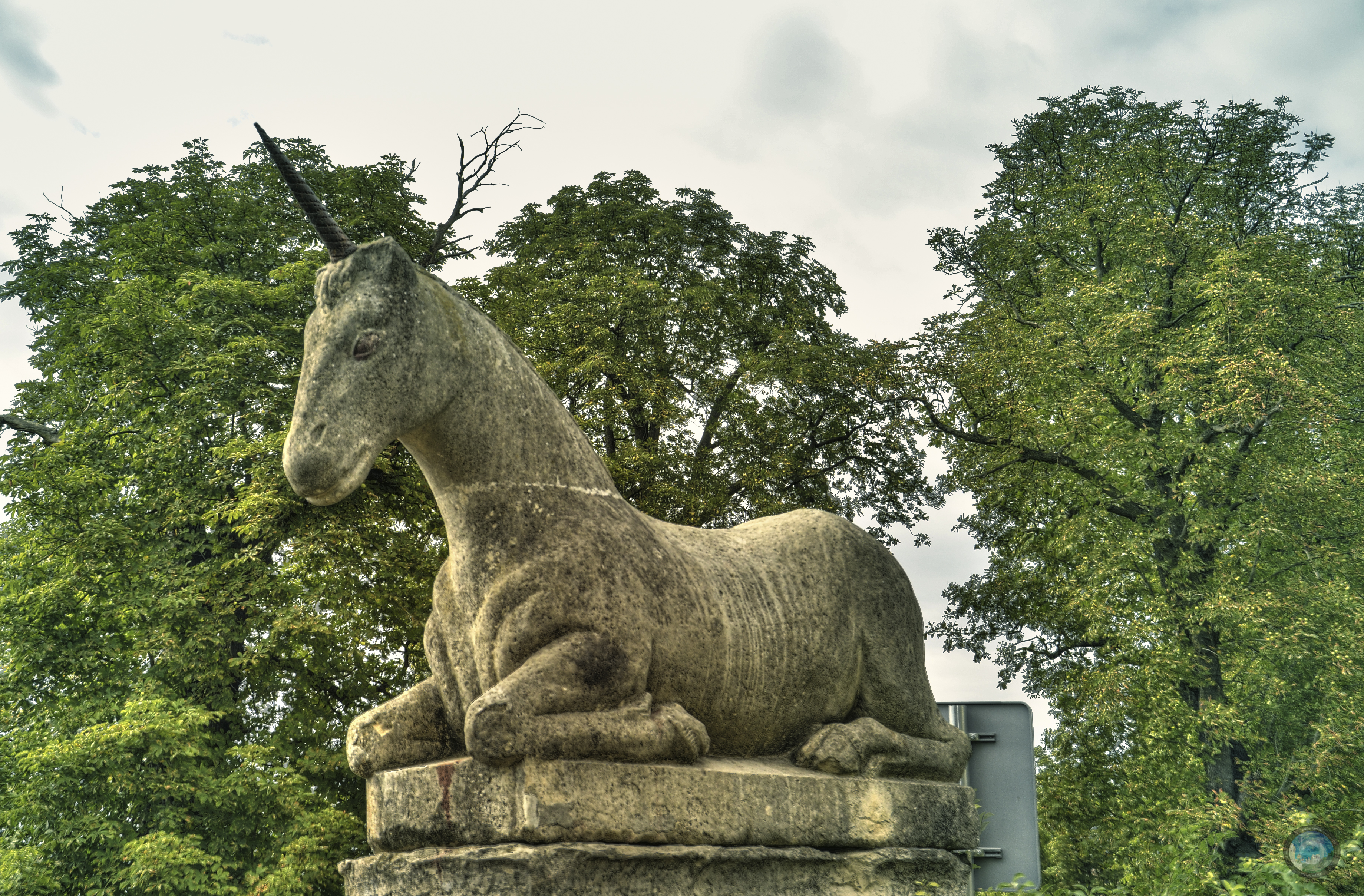
Castelul Kornis (unicorn)
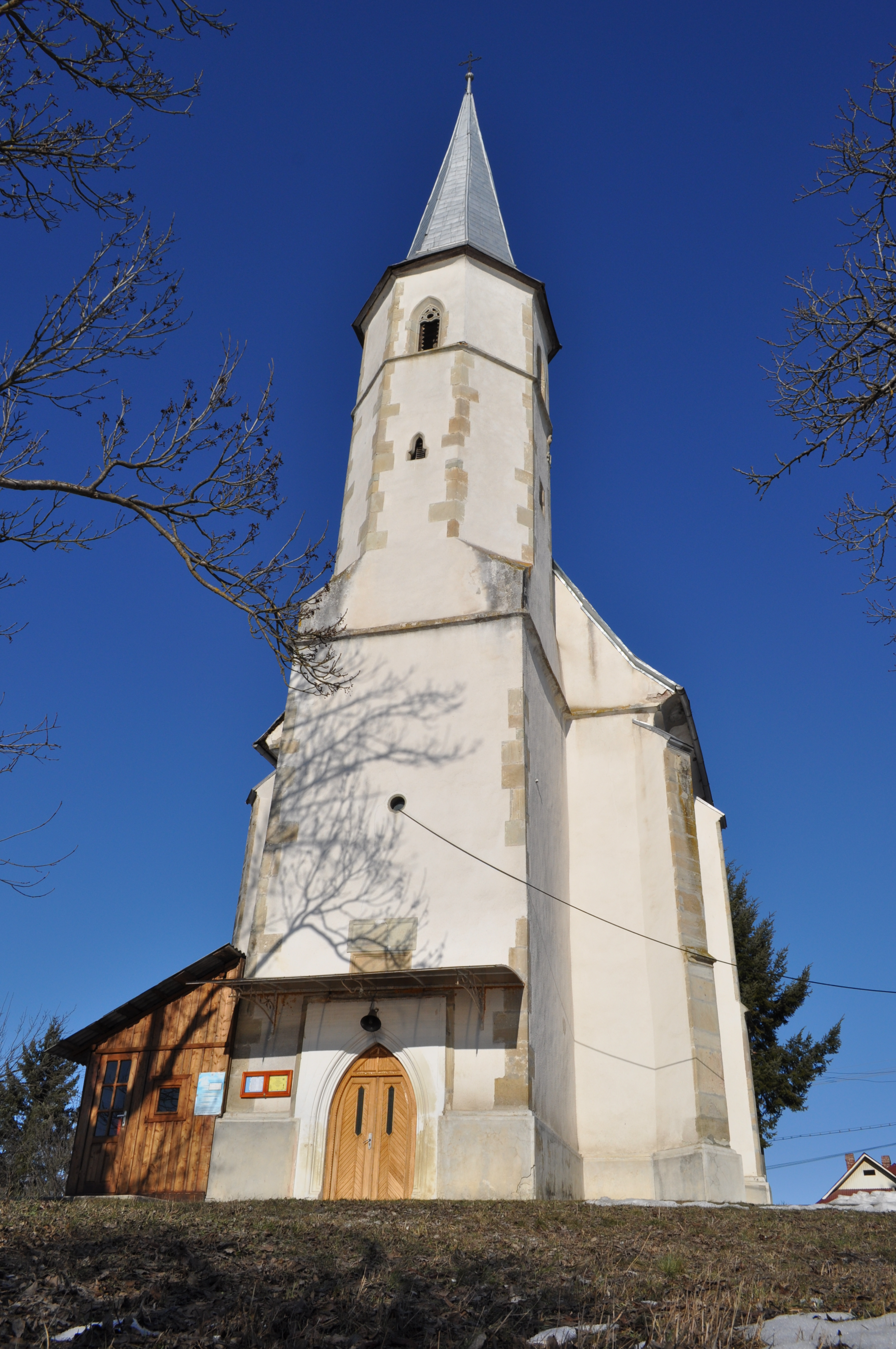
Biserica Înălțarea Sfintei Cruci (monument istoric)
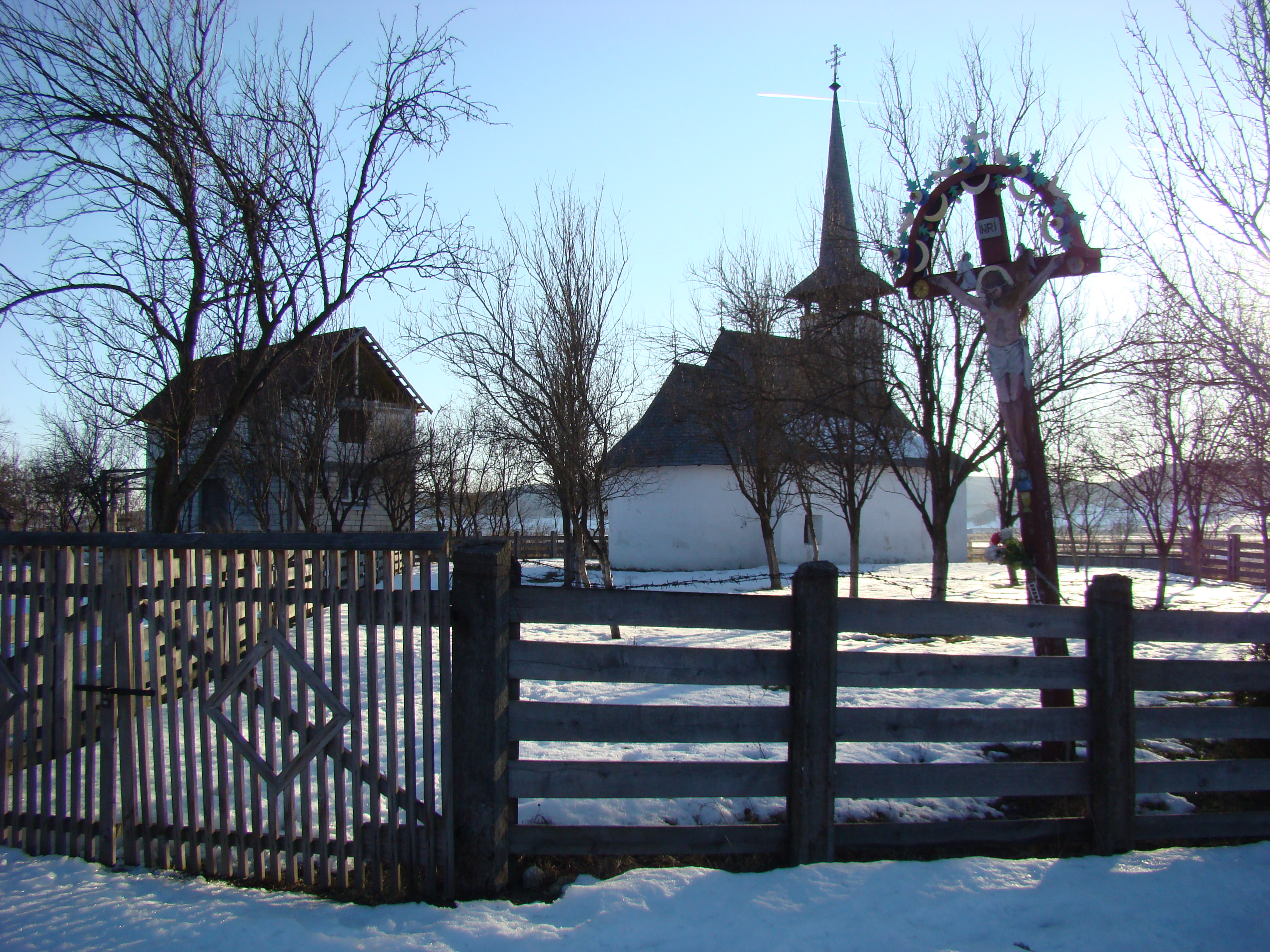
Biserica Sfântul Nicolae (monument istoric)
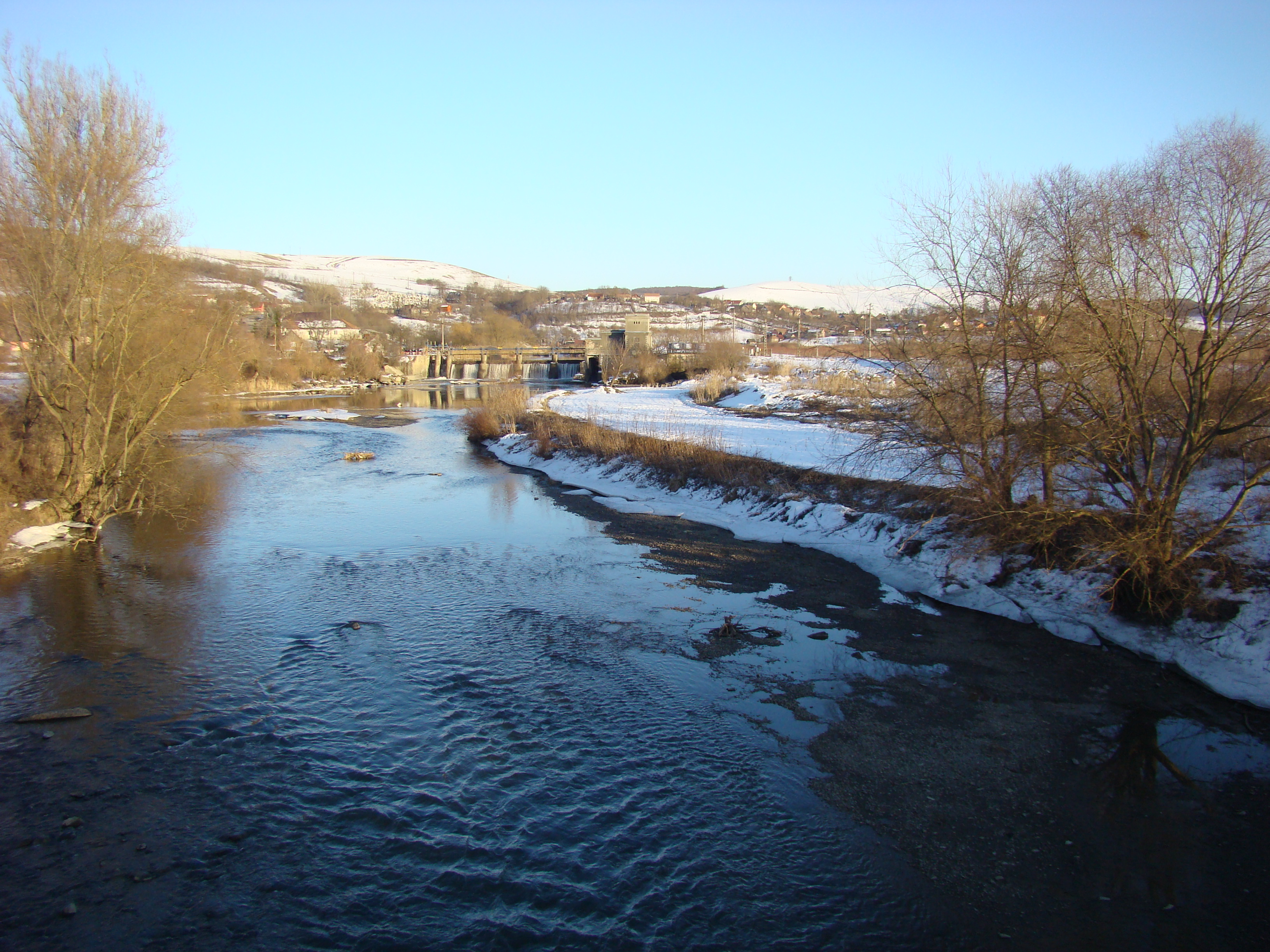
Râul Someșul Mic
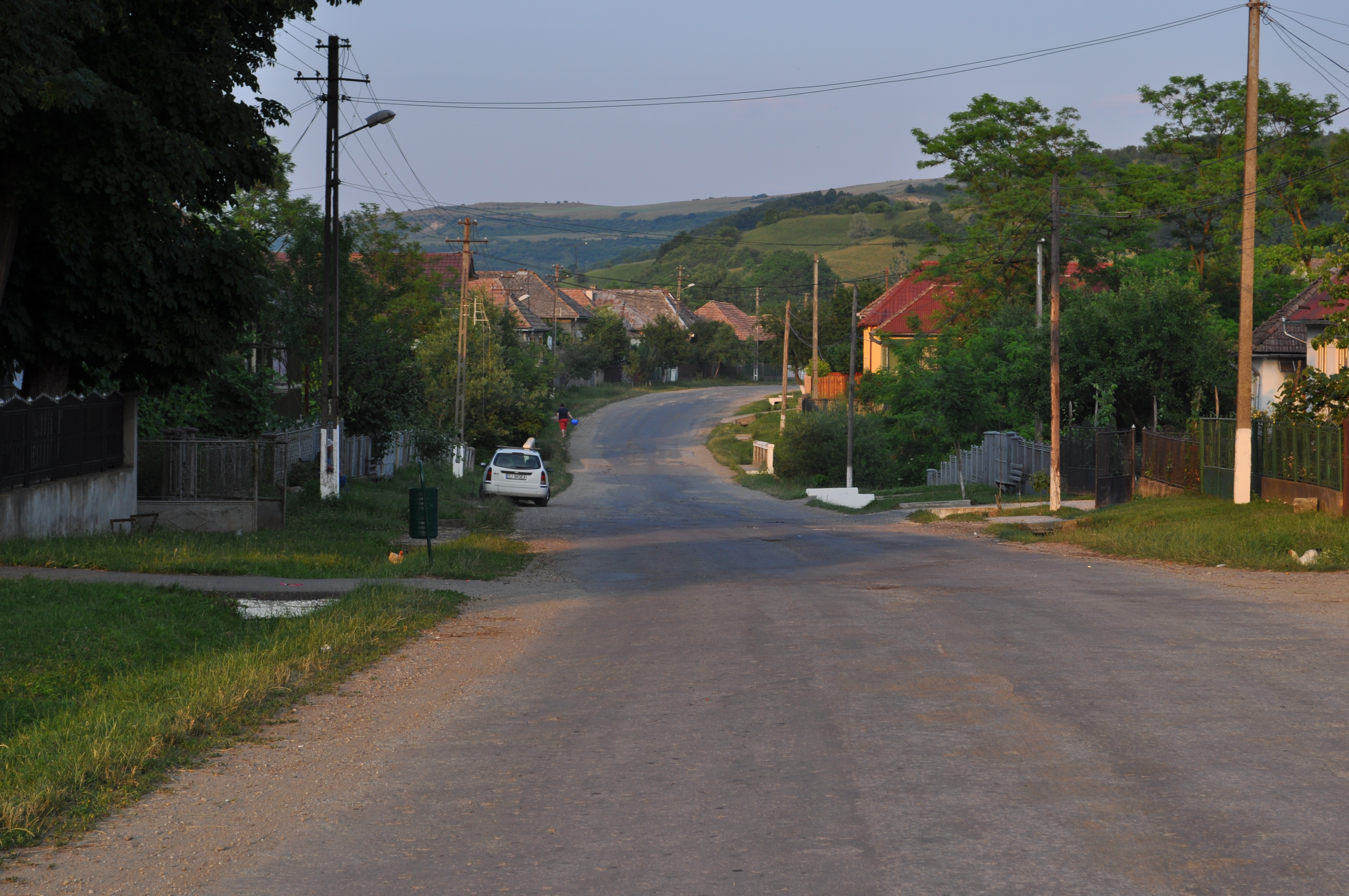
Nireș
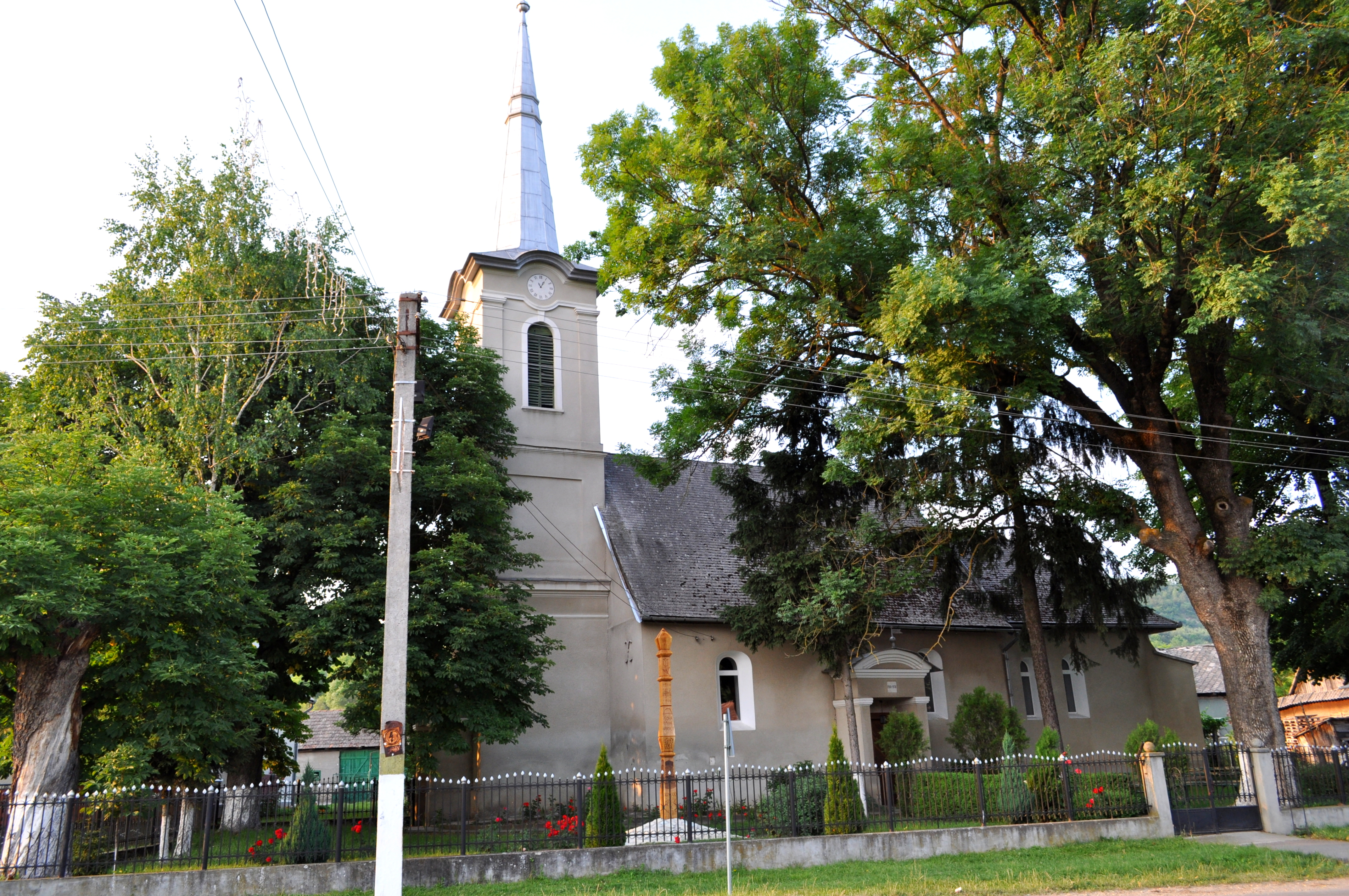
Biserica reformată (monument istoric)
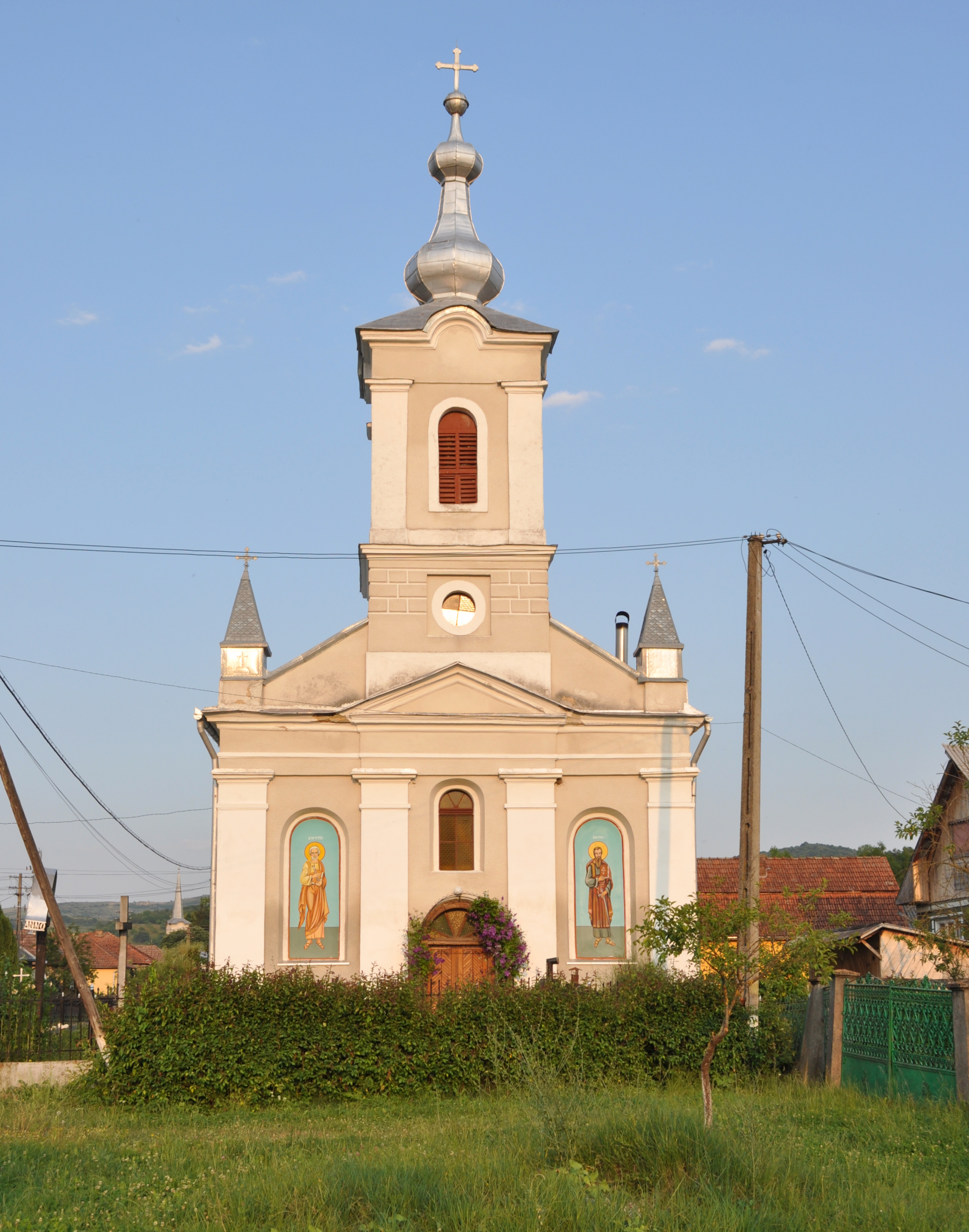
Biserica ortodoxă